# Umberto D'Ottavio
Umberto D'Ottavio (Cerignola, 15 luglio 1961) è un politico italiano.

## Biografia
Laureato in scienze dell'educazione, è funzionario amministrativo di un'Azienda Sanitaria Locale.
Impegnato in politica fin dalla giovane età, nel 1985 viene eletto consigliere comunale a Collegno per il PCI, carica che conferma anche alle elezioni del 1990. Dopo la svolta della Bolognina aderisce al Partito Democratico della Sinistra, con cui nel 1995 diventa sindaco di Collegno. 
Dopo due mandati da primo cittadino, nel 2004 viene nominato - in quota Democratici di Sinistra - assessore alla provincia di Torino, carica che mantiene fino al marzo 2013.
Alle elezioni politiche del 2013 viene eletto deputato della XVII legislatura della Repubblica Italiana nella circoscrizione Piemonte 1 per il Partito Democratico. A Montecitorio è membro della Commissione cultura, scienze e istruzione e di quella per la semplificazione.
Alle elezioni politiche del 2018 viene candidato alla Camera nel collegio uninominale di Collegno per il centro-sinistra, ottenendo l'28,9% dei voti e non risulta eletto.